# Alqueria de l'Aigua Fresca
L'Alqueria de l'Aigua Fresca és un edifici residencial fortificat construït entre els segles xv i xvi que es localitza en el terme municipal de Sagunt, en la comarca del Camp de Morvedre
Com a conseqüència dels nombrosos atacs de pirates a la costa, al segle xvi les Corts de Montsó acorden de millorar la defensa del litoral. Es crea una guàrdia costanera i es construeixen torres de guaita i es fortifiquen edificis en l'àmbit rural, com és el cas de l'alqueria de l'Aigua Fresca, per a allotjar la població en moments d'incertesa o perill. El conjunt d'edificacions ha sofert diverses modificacions al llarg de la seva història. En l'actualitat es conserva dins del seu tancat l'hort, una torre, un habitatge i un aljub.
La torre és de planta rectangular i construïda amb pedra travada amb morter. Consta de tres plantes i una terrassa rematada amb merlets, parcialment restaurats. Aquesta torre va poder tenir un ús residencial com proven les finestres als costats est i sud, i detalls com la conservació de finestres en l'últim pis.
Al costat de la torre i connectada amb aquesta, es troba l'antic habitatge dels propietaris. La planta actual, d'una sola crugia i coberta a una aigua, està formada per cinc cossos simètrics amb l'entrada principal i les escales d'accés al pis situades en el cos central. Adossats al mur, i formant un conjunt separat, es troben les restes d'una sèrie d'edificacions de maçoneria enderrocades i construïdes recolzant-se en el mur de tancament exterior.
L'aljub se situa en un extrem del conjunt. Té accés per una entrada de pedra tallada, amb llinda d'una sola peça, d'inspiració gòtica. Els esglaons que descendeixen fins a l'aixeta estan també construïts amb carreus i coberts amb volta de canó. La qualitat de l'aigua conservada en la cisterna que servia de proveïment per a molts veïns de Sagunt ha donat nom a l'alqueria.